# Granville Van Dusen
Granville Van Dusen (Grand Rapids, 16 marzo 1944) è un attore statunitense.

## Filmografia

### Cinema
- La statua (The Statue), regia di Rod Amateau (1971)
- It Ain't Easy (1972)
- Pazzo pazzo West! (Hearts of the West), regia di Howard Zieff (1975)

### Televisione
- Il dottor Max - film TV (1974)
- Ironside – serie TV, episodio 8x02 (1974)
- Una famiglia americana (The Waltons) - serie TV, episodio 3x11 (1974)
- Uno sceriffo a New York (McCloud) - serie TV, episodio 5x08 (1975)
- Baretta - serie TV, episodio 1x12 (1975)
- Switch - serie TV, episodio 1x04 (1975)
- Harry O - serie TV, episodi 1x05-2x16 (1974-1976)
- La donna bionica (The Bionic Woman) - serie TV, episodio 2x13 (1977)
- Kojak - serie TV, episodio 5x08 (1977)
- The Eddie Capra Mysteries - serie TV, episodio 1x05 (1978)
- I grandi eroi della Bibbia (Greatest Heroes of the Bible) - miniserie TV, 1 episodio (1978)
- Barnaby Jones - serie TV, episodi 6x4-7x10 (1977-1978)
- Rhoda - serie TV, episodio 5x10 (1978)
- Kazinsky (Kaz) - serie TV, episodio 1x20 (1979)
- Quincy (Quincy, M.E.) - serie TV, episodi 4x10-5x07 (1979)
- CHiPs - serie TV, episodio 3x11 (1979)
- Paris - serie TV, episodio 1x09 (1980)
- Stone – serie TV, episodio 1x01 (1980)
- Bolle di sapone (Soap) - serie TV, 5 episodi (1980)
- Nancy, Sonny & Co. (It's a Living; dalla seconda stagione: Making a Living) - serie TV, episodio 1x05 (1980)
- Tre cuori in affitto (Three's Company) - serie TV, episodio 7x11 (1983)
- Lui, lei e gli altri (It Takes Two) - serie TV, episodio 1x12 (1983)
- Magnum P.I. (Magnum, P.I.) - serie TV, episodio 6x05 (1985)
- Hill Street giorno e notte (Hill Street Blues) - serie TV, episodi 6x13-6x20-6x21 (1986)
- La signora in giallo (Murder, She Wrote) - serie TV, episodio 2x21 (1986)
- Moonlighting - serie TV, episodio 2x17 (1986)
- Autostop per il cielo (Highway to Heaven) - serie TV, episodio 4x05 (1987)
- Mr. Belvedere - serie TV, episodio 4x04 (1987)
- Matlock - serie TV, episodio 2x08 (1987)
- Casa Keaton (Family Ties) - serie TV, episodio 6x22 (1988)
- Hotel - serie TV, episodi 2x04-5x14 (1984-1988)
- Le inchieste di padre Dowling (Father Dowling Mysteries) - serie TV, episodio 1x06 (1989)
- Hunter - serie TV, episodio 6x12 (1990)
- Doogie Howser (Doogie Howser, M.D.) – serie TV, episodio 2x11 (1990)
- Due poliziotti a Palm Beach (Silk Stalkings) - serie TV, episodio 4x13 (1994)
- Per amore della legge (Sweet Justice) - serie TV, episodio 1x13 (1994)
- Melrose Place - serie TV, episodio 3x22 (1995)
- Sisters - serie TV, episodio 6x10 (1995)
- Hawaii missione speciale (One West Waikiki) - serie TV, episodio 2x13 (1996)
- Lois & Clark - Le nuove avventure di Superman (Lois & Clark: The New Adventures of Superman) - serie TV, episodi 4x6-4x7 (1996)
- La signora del West (Dr. Quinn, Medicine Woman) - serie TV, episodio 6x14 (1998)
- Susan (Suddenly Susan) – serie TV, episodio 2x17 (1998)
- Walker Texas Ranger (Walker, Texas Ranger) – serie TV, episodio 7x08 (1998)
- Una fortuna da cani (You Lucky Dog) - film TV, regia di Paul Schneider (1998)
- I viaggiatori (Sliders) - serie TV, episodio 5x04 (1999)
- Port Charles - serie TV, 120 episodi (1999)
- Un detective in corsia (Diagnosis: Murder) - serie TV, episodi 1x03-7x17 (1993-2000)
- Zoe, Duncan, Jack & Jane - serie TV, episodio 2x07 (2000)
- Giudice Amy (Judging Amy) - serie TV, 4 episodi (2000-2001)
- Febbre d'amore (The Young and the Restless) - serie TV, 56 episodi (1997-2001)
- Una mamma per amica (Gilmore Girls) - serie TV, episodio 3x03 (2002)
- West Wing - Tutti gli uomini del Presidente (The West Wing) - serie TV, episodio 4x14 (2003)
- Star Trek: Enterprise - serie TV, episodi 2x19-3x13 (2003-2004)